# 全国高等学校野球選手権大会 (熊本県勢)
全国高等学校野球選手権大会における熊本県勢の成績について記す。

## 大会結果
| 年度（大会）          | 代表校                                         | 試合結果                                       | 試合結果                                       | 成績                                           |
| --------------------- | ---------------------------------------------- | ---------------------------------------------- | ---------------------------------------------- | ---------------------------------------------- |
| 1925年（第11回大会）  | 熊本商（南九州・初出場）                       | 1回戦                                          | ● 0 - 2 和歌山中                               | 初戦敗退                                       |
| 1926年（第12回大会）  | 熊本商（南九州・2年連続2回目）                 | 1回戦                                          | ● 0 - 8 第一神港商                             | 初戦敗退                                       |
| 1932年（第18回大会）  | 熊本工（南九州・初出場）                       | 2回戦                                          | ○ 11 - 5 台北工                                | ベスト4                                        |
| 1932年（第18回大会）  | 熊本工（南九州・初出場）                       | 準々決勝                                       | ○ 3 - 0 石川師範                               | ベスト4                                        |
| 1932年（第18回大会）  | 熊本工（南九州・初出場）                       | 準決勝                                         | ● 0 - 4 中京商                                 | ベスト4                                        |
| 1934年（第20回大会）  | 熊本工（南九州・2年ぶり2回目）                 | 1回戦                                          | ○ 8 - 4 小倉工                                 | 準優勝                                         |
| 1934年（第20回大会）  | 熊本工（南九州・2年ぶり2回目）                 | 2回戦                                          | ○ 8 - 1 鳥取一中                               | 準優勝                                         |
| 1934年（第20回大会）  | 熊本工（南九州・2年ぶり2回目）                 | 準々決勝                                       | ○ 5 - 1 高松中                                 | 準優勝                                         |
| 1934年（第20回大会）  | 熊本工（南九州・2年ぶり2回目）                 | 準決勝                                         | ○ 4 - 0 市岡中                                 | 準優勝                                         |
| 1934年（第20回大会）  | 熊本工（南九州・2年ぶり2回目）                 | 決勝                                           | ● 0 - 2 呉港中                                 | 準優勝                                         |
| 1937年（第23回大会）  | 熊本工（南九州・3年ぶり3回目）                 | 1回戦                                          | ○ 3 - 2 高岡商                                 | 準優勝                                         |
| 1937年（第23回大会）  | 熊本工（南九州・3年ぶり3回目）                 | 2回戦                                          | ○ 8 - 3 浅野中                                 | 準優勝                                         |
| 1937年（第23回大会）  | 熊本工（南九州・3年ぶり3回目）                 | 準々決勝                                       | ○ 5 - 1 呉港中                                 | 準優勝                                         |
| 1937年（第23回大会）  | 熊本工（南九州・3年ぶり3回目）                 | 準決勝                                         | ○ 6 - 0 滝川中                                 | 準優勝                                         |
| 1937年（第23回大会）  | 熊本工（南九州・3年ぶり3回目）                 | 決勝                                           | ● 1 - 3 中京商                                 | 準優勝                                         |
| 1939年（第25回大会）  | 熊本工（南九州・2年ぶり4回目）                 | 1回戦                                          | ○ 8 - 0 札幌一中                               | 2回戦                                          |
| 1939年（第25回大会）  | 熊本工（南九州・2年ぶり4回目）                 | 2回戦                                          | ● 5 - 7 福岡工                                 | 2回戦                                          |
| 1950年（第32回大会）  | 済々黌（西九州・初出場）                       | 1回戦                                          | ○ 5 - 3 松商学園                               | ベスト4                                        |
| 1950年（第32回大会）  | 済々黌（西九州・初出場）                       | 2回戦                                          | ○ 14 - 3 千葉一                                | ベスト4                                        |
| 1950年（第32回大会）  | 済々黌（西九州・初出場）                       | 準々決勝                                       | ○ 5 - 3 北海                                   | ベスト4                                        |
| 1950年（第32回大会）  | 済々黌（西九州・初出場）                       | 準決勝                                         | ● 6 - 9 鳴門                                   | ベスト4                                        |
| 1953年（第35回大会）  | 熊本（西九州・初出場）                         | 1回戦                                          | ○ 6 - 3 白石                                   | 2回戦                                          |
| 1953年（第35回大会）  | 熊本（西九州・初出場）                         | 2回戦                                          | ● 2 - 7 明治                                   | 2回戦                                          |
| 1955年（第37回大会）  | 熊本（西九州・2年ぶり2回目）                   | 2回戦                                          | ● 0 - 5 中京商                                 | 初戦敗退                                       |
| 1956年（第38回大会）  | 済々黌（西九州・6年ぶり2回目）                 | 2回戦                                          | ○ 4 - 2 広島商                                 | ベスト8                                        |
| 1956年（第38回大会）  | 済々黌（西九州・6年ぶり2回目）                 | 準々決勝                                       | ● 3 - 4 岐阜商（延長12回）                     | ベスト8                                        |
| 1958年（第40回大会）  | 済々黌（2年ぶり3回目）                         | 2回戦                                          | ○ 5 - 0 中京商                                 | 3回戦                                          |
| 1958年（第40回大会）  | 済々黌（2年ぶり3回目）                         | 3回戦                                          | ● 1 - 2 作新学院                               | 3回戦                                          |
| 1959年（第41回大会）  | 鎮西（中九州・初出場）                         | 1回戦                                          | ● 1 - 3 川越                                   | 初戦敗退                                       |
| 1960年（第42回大会）  | 熊本商（中九州・34年ぶり3回目）                | 1回戦                                          | ● 3 - 5 鹿島                                   | 初戦敗退                                       |
| 1963年（第45回大会）  | 九州学院（初出場）                             | 2回戦                                          | ○ 21 - 3 足利工                                | ベスト8                                        |
| 1963年（第45回大会）  | 九州学院（初出場）                             | 3回戦                                          | ○ 1 - 0 岡山東商                               | ベスト8                                        |
| 1963年（第45回大会）  | 九州学院（初出場）                             | 準々決勝                                       | ● 3 - 4 明星                                   | ベスト8                                        |
| 1964年（第46回大会）  | 八代東（中九州・初出場）                       | 1回戦                                          | △ 0 - 0 掛川西（延長18回）                     | 初戦敗退                                       |
| 1964年（第46回大会）  | 八代東（中九州・初出場）                       | 1回戦                                          | ● 2 - 6 掛川西（再試合）                       | 初戦敗退                                       |
| 1968年（第50回大会）  | 鎮西（9年ぶり2回目）                           | 1回戦                                          | ● 0 - 7 三沢                                   | 初戦敗退                                       |
| 1973年（第55回大会）  | 八代東（9年ぶり2回目）                         | 1回戦                                          | ● 0 - 1 盛岡三（延長11回）                     | 初戦敗退                                       |
| 1975年（第57回大会）  | 九州学院（中九州・12年ぶり2回目）              | 2回戦                                          | ● 1 - 3 新居浜商                               | 初戦敗退                                       |
| 1976年（第58回大会）  | 熊本工（37年ぶり5回目）                        | 2回戦                                          | ● 1 - 2 今治西（延長11回）                     | 初戦敗退                                       |
| 1977年（第59回大会）  | 熊本工（2年連続6回目）                         | 2回戦                                          | ○ 6 - 4 海星                                   | ベスト8                                        |
| 1977年（第59回大会）  | 熊本工（2年連続6回目）                         | 3回戦                                          | ○ 4 - 3 福島商（延長11回）                     | ベスト8                                        |
| 1977年（第59回大会）  | 熊本工（2年連続6回目）                         | 準々決勝                                       | ● 0 - 4 東邦                                   | ベスト8                                        |
| 1978年（第60回大会）  | 熊本工大（初出場）                             | 1回戦                                          | ○ 8 - 4 青森北（延長10回）                     | 3回戦                                          |
| 1978年（第60回大会）  | 熊本工大（初出場）                             | 2回戦                                          | ○ 5 - 3 静岡（延長13回）                       | 3回戦                                          |
| 1978年（第60回大会）  | 熊本工大（初出場）                             | 3回戦                                          | ● 0 - 4 PL学園                                 | 3回戦                                          |
| 1979年（第61回大会）  | 済々黌（21年ぶり4回目）                        | 1回戦                                          | ○ 18 - 5 東北                                  | 2回戦                                          |
| 1979年（第61回大会）  | 済々黌（21年ぶり4回目）                        | 2回戦                                          | ● 4 - 9 城西                                   | 2回戦                                          |
| 1980年（第62回大会）  | 熊本工（3年ぶり7回目）                         | 1回戦                                          | ○ 5 - 0 弘前工                                 | 3回戦                                          |
| 1980年（第62回大会）  | 熊本工（3年ぶり7回目）                         | 2回戦                                          | ○ 4 - 2 大府                                   | 3回戦                                          |
| 1980年（第62回大会）  | 熊本工（3年ぶり7回目）                         | 3回戦                                          | ● 3 - 6 天理                                   | 3回戦                                          |
| 1981年（第63回大会）  | 鎮西（13年ぶり3回目）                          | 1回戦                                          | ○ 2 - 1 取手二                                 | ベスト4                                        |
| 1981年（第63回大会）  | 鎮西（13年ぶり3回目）                          | 2回戦                                          | ○ 6 - 4 鹿児島実                               | ベスト4                                        |
| 1981年（第63回大会）  | 鎮西（13年ぶり3回目）                          | 3回戦                                          | ○ 3 - 1 福岡大大濠                             | ベスト4                                        |
| 1981年（第63回大会）  | 鎮西（13年ぶり3回目）                          | 準々決勝                                       | ○ 7 - 0 都城商                                 | ベスト4                                        |
| 1981年（第63回大会）  | 鎮西（13年ぶり3回目）                          | 準決勝                                         | ● 0 - 1 京都商                                 | ベスト4                                        |
| 1982年（第64回大会）  | 熊本工（2年ぶり8回目）                         | 1回戦                                          | ○ 2 - 0 東北                                   | ベスト8                                        |
| 1982年（第64回大会）  | 熊本工（2年ぶり8回目）                         | 2回戦                                          | ○ 3 - 1 福井                                   | ベスト8                                        |
| 1982年（第64回大会）  | 熊本工（2年ぶり8回目）                         | 3回戦                                          | ○ 5 - 0 高岡商                                 | ベスト8                                        |
| 1982年（第64回大会）  | 熊本工（2年ぶり8回目）                         | 準々決勝                                       | ● 3 - 7 東洋大姫路                             | ベスト8                                        |
| 1983年（第65回大会）  | 東海大二（初出場）                             | 1回戦                                          | ● 1 - 13 東海大一                              | 初戦敗退                                       |
| 1984年（第66回大会）  | 鎮西（3年ぶり4回目）                           | 1回戦                                          | ○ 3 - 1 高崎商                                 | ベスト4                                        |
| 1984年（第66回大会）  | 鎮西（3年ぶり4回目）                           | 2回戦                                          | ○ 2 - 1 沖縄水産                               | ベスト4                                        |
| 1984年（第66回大会）  | 鎮西（3年ぶり4回目）                           | 3回戦                                          | ○ 2 - 1 法政一（延長10回）                     | ベスト4                                        |
| 1984年（第66回大会）  | 鎮西（3年ぶり4回目）                           | 準々決勝                                       | ○ 5 - 2 岡山南                                 | ベスト4                                        |
| 1984年（第66回大会）  | 鎮西（3年ぶり4回目）                           | 準決勝                                         | ● 6 - 18 取手二                                | ベスト4                                        |
| 1985年（第67回大会）  | 熊本西（初出場）                               | 1回戦                                          | ○ 7 - 3 磐城                                   | 2回戦                                          |
| 1985年（第67回大会）  | 熊本西（初出場）                               | 2回戦                                          | ● 1 - 9 東農大二                               | 2回戦                                          |
| 1986年（第68回大会）  | 熊本工（4年ぶり9回目）                         | 1回戦                                          | ○ 3 - 2 横浜商                                 | 2回戦                                          |
| 1986年（第68回大会）  | 熊本工（4年ぶり9回目）                         | 2回戦                                          | ● 0 - 1 広島工                                 | 2回戦                                          |
| 1987年（第69回大会）  | 九州学院（12年ぶり3回目）                      | 1回戦                                          | ○ 5 - 0 新発田農                               | 2回戦                                          |
| 1987年（第69回大会）  | 九州学院（12年ぶり3回目）                      | 2回戦                                          | ● 2 - 7 PL学園                                 | 2回戦                                          |
| 1988年（第70回大会）  | 熊本工（2年ぶり10回目）                        | 2回戦                                          | ● 4 - 5 日大一                                 | 初戦敗退                                       |
| 1989年（第71回大会）  | 熊本工（2年連続11回目）                        | 1回戦                                          | ○ 13 - 4 日大三島                              | 2回戦                                          |
| 1989年（第71回大会）  | 熊本工（2年連続11回目）                        | 2回戦                                          | ● 1 - 3 吉田                                   | 2回戦                                          |
| 1990年（第72回大会）  | 済々黌（11年ぶり5回目）                        | 1回戦                                          | ○ 7 - 5 花巻東                                 | 2回戦                                          |
| 1990年（第72回大会）  | 済々黌（11年ぶり5回目）                        | 2回戦                                          | ● 2 - 5 徳島商                                 | 2回戦                                          |
| 1991年（第73回大会）  | 熊本工（2年ぶり12回目）                        | 1回戦                                          | ● 2 - 4 桐蔭学園                               | 初戦敗退                                       |
| 1992年（第74回大会）  | 熊本工（2年連続13回目）                        | 1回戦                                          | ○ 4 - 3 創価                                   | 2回戦                                          |
| 1992年（第74回大会）  | 熊本工（2年連続13回目）                        | 2回戦                                          | ● 0 - 1 県岐阜商                               | 2回戦                                          |
| 1993年（第75回大会）  | 城北（初出場）                                 | 2回戦                                          | ● 2 - 5 智弁和歌山                             | 初戦敗退                                       |
| 1994年（第76回大会）  | 済々黌（4年ぶり6回目）                         | 1回戦                                          | ● 0 - 3 愛知                                   | 初戦敗退                                       |
| 1995年（第77回大会）  | 城北（2年ぶり2回目）                           | 1回戦                                          | ○ 3 - 1 桐生第一（延長11回）                   | 2回戦                                          |
| 1995年（第77回大会）  | 城北（2年ぶり2回目）                           | 2回戦                                          | ● 1 - 3 PL学園                                 | 2回戦                                          |
| 1996年（第78回大会）  | 熊本工（4年ぶり14回目）                        | 2回戦                                          | ○ 12 - 4 山梨学院大付                          | 準優勝                                         |
| 1996年（第78回大会）  | 熊本工（4年ぶり14回目）                        | 3回戦                                          | ○ 5 - 1 高松商                                 | 準優勝                                         |
| 1996年（第78回大会）  | 熊本工（4年ぶり14回目）                        | 準々決勝                                       | ○ 7 - 6 波佐見                                 | 準優勝                                         |
| 1996年（第78回大会）  | 熊本工（4年ぶり14回目）                        | 準決勝                                         | ○ 3 - 2 前橋工                                 | 準優勝                                         |
| 1996年（第78回大会）  | 熊本工（4年ぶり14回目）                        | 決勝                                           | ● 3 - 6 松山商（延長11回）                     | 準優勝                                         |
| 1997年（第79回大会）  | 文徳（19年ぶり2回目）                          | 1回戦                                          | ● 10 - 17 市船橋                               | 初戦敗退                                       |
| 1998年（第80回大会）  | 九州学院（11年ぶり4回目）                      | 1回戦                                          | ● 9 - 10 平塚学園                              | 初戦敗退                                       |
| 1999年（第81回大会）  | 九州学院（2年連続5回目）                       | 1回戦                                          | ● 2 - 3 青森山田                               | 初戦敗退                                       |
| 2000年（第82回大会）  | 九州学院（3年連続6回目）                       | 2回戦                                          | ○ 14 - 8 水戸商                                | 3回戦                                          |
| 2000年（第82回大会）  | 九州学院（3年連続6回目）                       | 3回戦                                          | ● 3 - 4 光星学院                               | 3回戦                                          |
| 2001年（第83回大会）  | 秀岳館（初出場）                               | 2回戦                                          | ○ 3 - 0 常総学院                               | 3回戦                                          |
| 2001年（第83回大会）  | 秀岳館（初出場）                               | 3回戦                                          | ● 0 - 5 横浜                                   | 3回戦                                          |
| 2002年（第84回大会）  | 熊本工（6年ぶり15回目）                        | 1回戦                                          | ● 1 - 3 小山西                                 | 初戦敗退                                       |
| 2003年（第85回大会）  | 必由館（初出場）                               | 1回戦                                          | ● 3 - 6 光星学院                               | 初戦敗退                                       |
| 2004年（第86回大会）  | 熊本工（2年ぶり16回目）                        | 1回戦                                          | ○ 3 - 1 下妻二                                 | 2回戦                                          |
| 2004年（第86回大会）  | 熊本工（2年ぶり16回目）                        | 2回戦                                          | ● 3 - 4 明徳義塾                               | 2回戦                                          |
| 2005年（第87回大会）  | 熊本工（2年連続17回目）                        | 2回戦                                          | ● 3 - 5 前橋商                                 | 初戦敗退                                       |
| 2006年（第88回大会）  | 熊本工（3年連続18回目）                        | 1回戦                                          | ○ 6 - 4 三重                                   | 3回戦                                          |
| 2006年（第88回大会）  | 熊本工（3年連続18回目）                        | 2回戦                                          | ○ 5 - 3 天理                                   | 3回戦                                          |
| 2006年（第88回大会）  | 熊本工（3年連続18回目）                        | 3回戦                                          | ● 3 - 6 福知山成美                             | 3回戦                                          |
| 2007年（第89回大会）  | 八代東（34年ぶり3回目）                        | 1回戦                                          | ● 1 - 12 今治西                                | 初戦敗退                                       |
| 2008年（第90回大会）  | 城北（13年ぶり3回目）                          | 1回戦                                          | ● 1 - 7 宮崎商                                 | 初戦敗退                                       |
| 2009年（第91回大会）  | 熊本工（3年ぶり19回目）                        | 1回戦                                          | ● 4 - 5 三重（延長10回）                       | 初戦敗退                                       |
| 2010年（第92回大会）  | 九州学院（10年ぶり7回目）                      | 1回戦                                          | ○ 14 - 1 松本工                                | ベスト8                                        |
| 2010年（第92回大会）  | 九州学院（10年ぶり7回目）                      | 2回戦                                          | ○ 7 - 0 山形中央                               | ベスト8                                        |
| 2010年（第92回大会）  | 九州学院（10年ぶり7回目）                      | 3回戦                                          | ○ 8 - 7 鹿児島実                               | ベスト8                                        |
| 2010年（第92回大会）  | 九州学院（10年ぶり7回目）                      | 準々決勝                                       | ● 3 - 10 東海大相模                            | ベスト8                                        |
| 2011年（第93回大会）  | 専大玉名（初出場）                             | 2回戦                                          | ● 1 - 16 光星学院                              | 初戦敗退                                       |
| 2012年（第94回大会）  | 済々黌（18年ぶり7回目）                        | 2回戦                                          | ○ 3 - 1 鳴門                                   | 3回戦                                          |
| 2012年（第94回大会）  | 済々黌（18年ぶり7回目）                        | 3回戦                                          | ● 2 - 6 大阪桐蔭                               | 3回戦                                          |
| 2013年（第95回大会）  | 熊本工（4年ぶり20回目）                        | 1回戦                                          | ○ 3 - 2 鳥取城北                               | 2回戦                                          |
| 2013年（第95回大会）  | 熊本工（4年ぶり20回目）                        | 2回戦                                          | ● 0 - 4 作新学院                               | 2回戦                                          |
| 2014年（第96回大会）  | 城北（6年ぶり4回目）                           | 2回戦                                          | ○ 5 - 3 東海大望洋                             | 3回戦                                          |
| 2014年（第96回大会）  | 城北（6年ぶり4回目）                           | 3回戦                                          | ● 5 - 7 三重                                   | 3回戦                                          |
| 2015年（第97回大会）  | 九州学院（5年ぶり8回目）                       | 2回戦                                          | ● 3 - 5 遊学館                                 | 初戦敗退                                       |
| 2016年（第98回大会）  | 秀岳館（15年ぶり2回目）                        | 2回戦                                          | ○ 6 - 1 常葉菊川                               | ベスト4                                        |
| 2016年（第98回大会）  | 秀岳館（15年ぶり2回目）                        | 3回戦                                          | ○ 6 - 1 いなべ総合                             | ベスト4                                        |
| 2016年（第98回大会）  | 秀岳館（15年ぶり2回目）                        | 準々決勝                                       | ○ 4 - 1 常総学院                               | ベスト4                                        |
| 2016年（第98回大会）  | 秀岳館（15年ぶり2回目）                        | 準決勝                                         | ● 3 - 4 北海                                   | ベスト4                                        |
| 2017年（第99回大会）  | 秀岳館（2年連続3回目）                         | 1回戦                                          | ○ 6 - 4 横浜                                   | 2回戦                                          |
| 2017年（第99回大会）  | 秀岳館（2年連続3回目）                         | 2回戦                                          | ● 1 - 6 広陵                                   | 2回戦                                          |
| 2018年（第100回大会） | 東海大熊本星翔（35年ぶり2回目）                | 1回戦                                          | ● 3 - 9 大垣日大                               | 初戦敗退                                       |
| 2019年（第101回大会） | 熊本工（6年ぶり21回目）                        | 1回戦                                          | ○ 3x - 2 山梨学院（延長12回）                  | 2回戦                                          |
| 2019年（第101回大会） | 熊本工（6年ぶり21回目）                        | 2回戦                                          | ● 5 - 6 関東第一                               | 2回戦                                          |
| 2020年（第102回大会） | （新型コロナウイルス感染症流行による大会中止） | （新型コロナウイルス感染症流行による大会中止） | （新型コロナウイルス感染症流行による大会中止） | （新型コロナウイルス感染症流行による大会中止） |
| 2021年（第103回大会） | 熊本工（2大会連続22回目）                      | 1回戦                                          | ● 4 - 8 長崎商                                 | 初戦敗退                                       |
| 2022年（第104回大会） | 九州学院（7年ぶり9回目）                       | 2回戦                                          | ○ 14 - 4 帝京第五                              | ベスト8                                        |
| 2022年（第104回大会） | 九州学院（7年ぶり9回目）                       | 3回戦                                          | ○ 4 - 0 国学院栃木                             | ベスト8                                        |
| 2022年（第104回大会） | 九州学院（7年ぶり9回目）                       | 準々決勝                                       | ● 5 - 10 聖光学院                              | ベスト8                                        |
| 2023年（第105回大会） | 東海大熊本星翔（5年ぶり3回目）                 | 1回戦                                          | ● 2 - 5 浜松開誠館                             | 初戦敗退                                       |
| 2024年（第106回大会） | 熊本工（3年ぶり23回目）                        | 1回戦                                          | ● 1 - 2 広陵                                   | 初戦敗退                                       |
| 2025年（第107回大会） | 東海大熊本星翔（2年ぶり4回目）                 | 1回戦                                          | ○ 10 - 7 北海                                  | 2回戦                                          |
| 2025年（第107回大会） | 東海大熊本星翔（2年ぶり4回目）                 | 2回戦                                          | ● 3 - 4 県岐阜商                               | 2回戦                                          |

## 通算成績
| 出場 | 試合 | 勝利 | 敗戦 | 引分 | 勝率 | 優勝 | 準優勝 | ベスト4 | ベスト8 |
| ---- | ---- | ---- | ---- | ---- | ---- | ---- | ------ | ------- | ------- |
| 67   | 135  | 67   | 67   | 1    | .500 | 0    | 3      | 5       | 6       |

## 学校別成績
| 校名           | 出場 | 直近出場 | 通算成績  | 最高成績 | 前身校   |
| -------------- | ---- | -------- | --------- | -------- | -------- |
| 熊本工         | 23回 | 2024年   | 30勝23敗  | 準優勝   |          |
| 九州学院       | 9回  | 2022年   | 9勝9敗    | ベスト8  |          |
| 済々黌         | 7回  | 2012年   | 8勝7敗    | ベスト4  |          |
| 鎮西           | 4回  | 1984年   | 8勝4敗    | ベスト4  |          |
| 城北           | 4回  | 2014年   | 2勝4敗    | 3回戦    |          |
| 東海大熊本星翔 | 4回  | 2025年   | 1勝4敗    | 2回戦    | 東海大二 |
| 秀岳館         | 3回  | 2017年   | 5勝3敗    | ベスト4  |          |
| 熊本商         | 3回  | 1960年   | 0勝3敗    | 初戦敗退 |          |
| 八代東         | 3回  | 2007年   | 0勝3敗1分 | 初戦敗退 |          |
| 文徳           | 2回  | 1997年   | 2勝2敗    | 3回戦    | 熊本工大 |
| 熊本           | 2回  | 1955年   | 1勝2敗    | 2回戦    |          |
| 熊本西         | 1回  | 1985年   | 1勝1敗    | 2回戦    |          |
| 必由館         | 1回  | 2003年   | 0勝1敗    | 初戦敗退 |          |
| 専大熊本玉名   | 1回  | 2011年   | 0勝1敗    | 初戦敗退 | 専大玉名 |